# Phlox sibirica
Phlox sibirica är en blågullsväxtart som beskrevs av Carl von Linné. Phlox sibirica ingår i släktet floxar, och familjen blågullsväxter. Inga underarter finns listade i Catalogue of Life.

## Bildgalleri

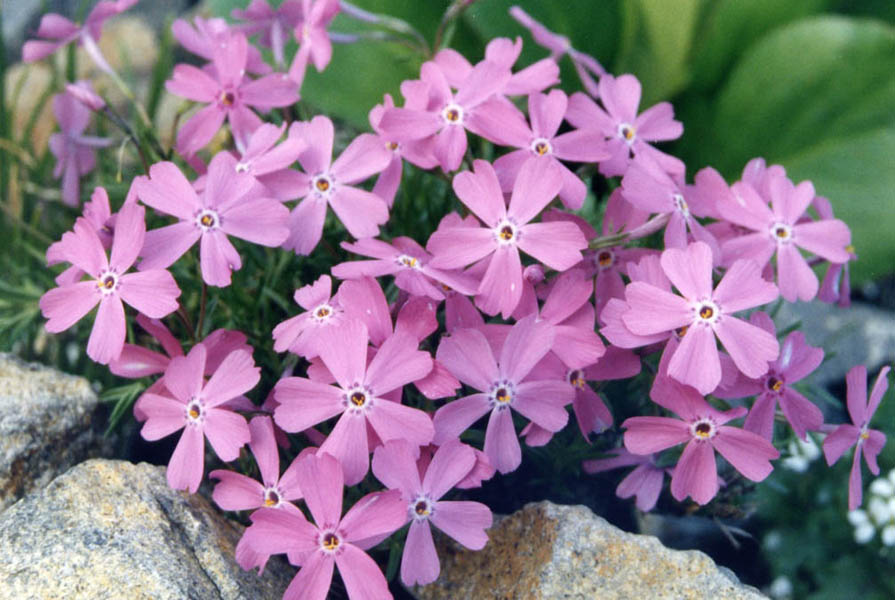
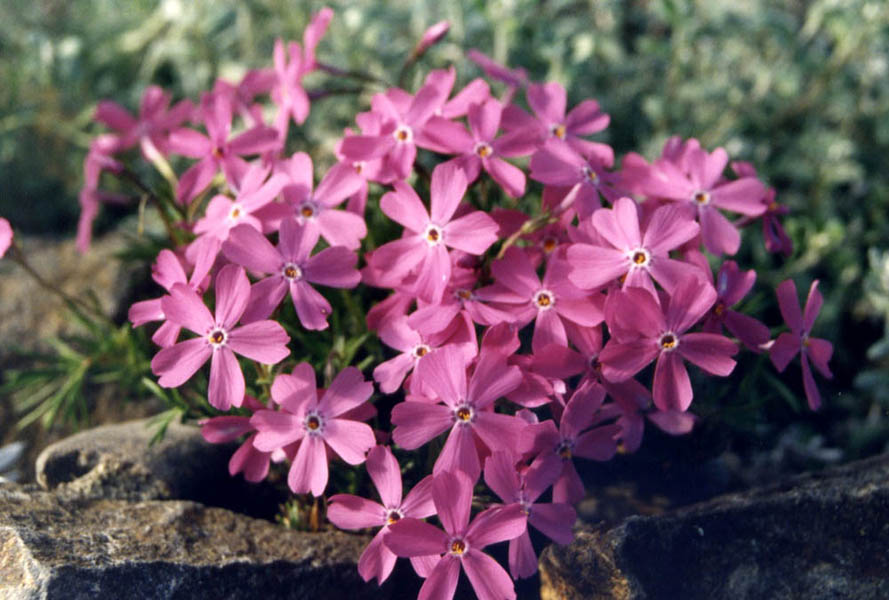
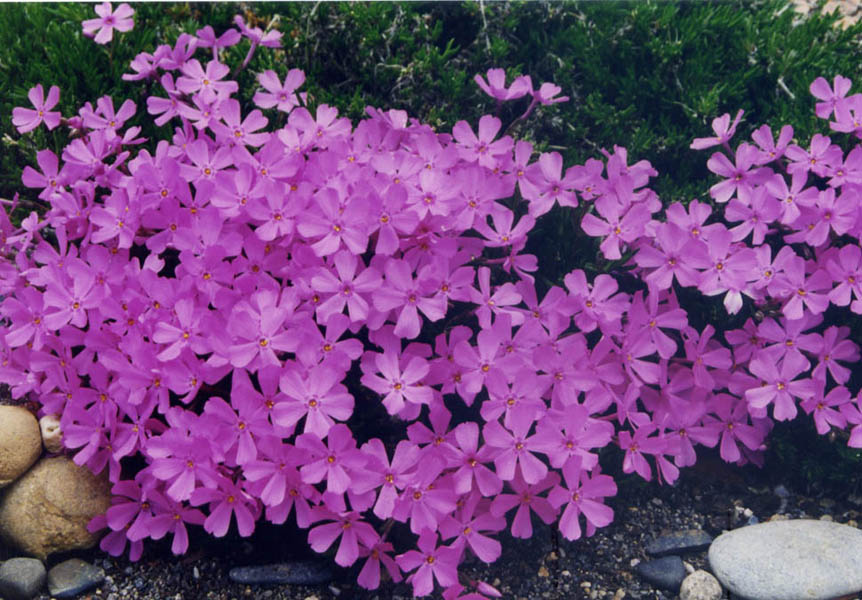
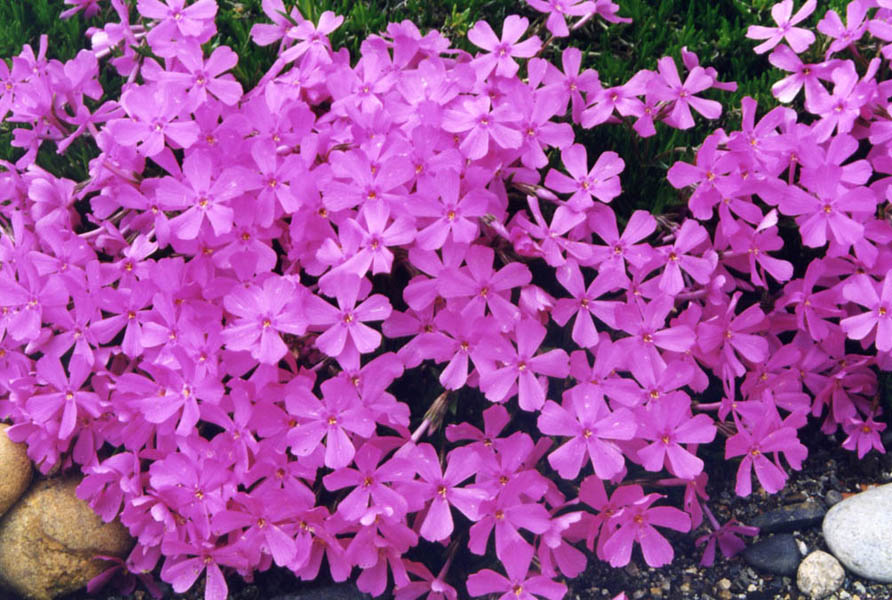
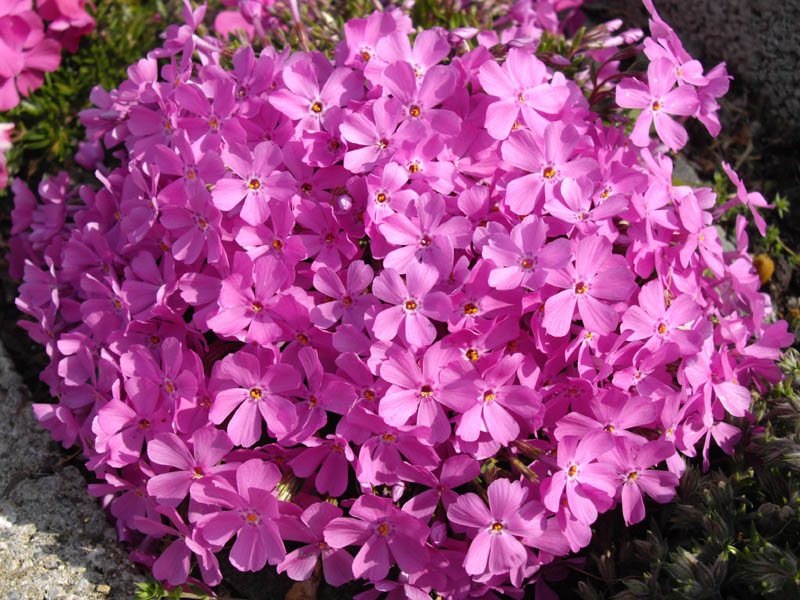
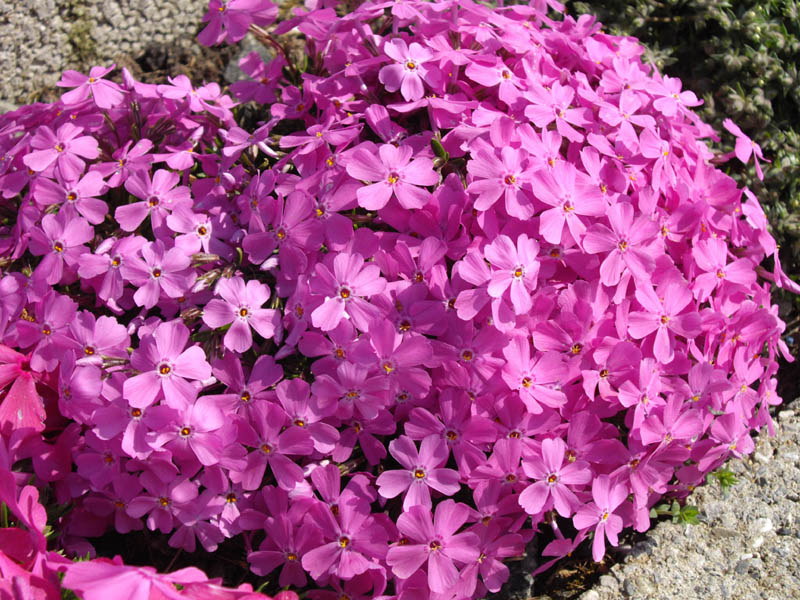